# Pe un perete
Pe un perete este un film românesc din 1970 regizat de Ion Truică.